# Jaroslav Němec (1842)
Jaroslav Němec (2. října 1842, Praha, Rakousko-Uhersko – 30. listopadu 1898, Praha) byl česko-ruský pedagog, pomolog, ovocnář a ruský státní rada. Byl nejmladším synem české spisovatelky Boženy Němcové.

## Život

### Dětství a mládí
Narodil se do rodiny spisovatelky Boženy Němcové a komisaře finanční stráže Josefa Němce. Byl v rodině čtvrtým dítětem (Hynek, Karel, Theodora, Jaroslav). Učil se sazečem, ale od dětství projevoval malířský talent, který se jeho matka snažila rozvíjet. V roce 1860 byl přijat do Královské bavorské akademie výtvarných umění v Mnichově ke studiu akademického malířství. Po smrti matky nedostával Jaroslav na studiích dále finanční podporu, proto se mu nepodařilo studia dokončit. Jak vyplývá z korespondence Boženy Němcové, do Prahy se Jaroslav Němec vrátil již před její smrtí, a to v roce 1861. Od jara téhož roku pracoval jako retušér ve fotografickém ateliéru, který provozoval Moritz Ludwig Winter.

### Vzdělávací činnost v Rusku
Na pozvání odjel do Oděsy v tehdejším Ruském impériu, kde složil učitelské zkoušky a pracoval jako soukromý učitel kreslení, přivydělával si ve fotografických ateliérech jako fotograf a retušér. V roce 1870 nastoupil jako učitel kreslení a rýsování do oděského veřejného Mariinského gymnázia a zároveň pracoval v oděské reálce.
V tomto období připravil do tisku metodickou příručku věnovanou modelování do sádry, za niž byl oceněn Řádem svatého Stanislava 3. stupně a peněžní prémií 200 rublů. V následujících letech předložil ruskému ministerstvu školství své další práce Perspektiva kresby geometrických tvarů (vyšla ve dvou vydáních) a Škola základů kresby (Škola elementarnago risovanija s’ načal’nim’ raz’jasneniem’ geometričeskich’ form’; Praha, 1880), za kterou v roce 1881 získal prémii 300 rublů a stal se inspektorem Oděské reálky, načež byl pověřen jejím vedením. Byl jmenován státním radou a několikrát oceněn za výsledky své práce. V roce 1887 mu byl udělen Řád svaté Anny 3. stupně za „zvláštní zásluhy a příkladnou službu“.
V roce 1889 byl jmenován ředitelem reálky v Rovně (ukrajinsky Рівне, nyní Ukrajina). Za vzorné přijetí jej car Alexandr III. v roce 1890 osobně ocenil prstenem s diamanty. Téhož roku byl jmenován ředitelem nově zřízené reálky ve Vinnici (ukrajinsky Вінниця [vinnyc’ja]; nyní Ukrajina).
Jaroslav Němec odpovídal už za přípravné práce zřízení reálky a zahájení výuky. Za devět let svého působení dobudoval další křídlo budovy pro výuku a dvoupatrový dům s byty učitelů a administrativních pracovníků školy. Reálka měla mj. fyzikální a matematický kabinet, tělocvičnu, truhlářskou a zámečnickou dílnu i školní kapli. Sám na škole vyučoval malování a kreslení, reálka měla umělecké zaměření. Školní program byl nejdříve rozvržen na šest let studia, rozšíření na sedm let se podařilo až po smrti Jaroslava Němce v roce 1899. Sedmý ročník pak připravoval studenty ke vstupu na technické vysoké školy.
Jaroslavu Němcovi se podařilo sestavit velmi dobrý učitelský sbor. Vinnická reálka, která působila třicet let (1890–1920), se tak stala nejen centrem vzdělanosti města Vinnice, ale i vědeckého, kulturního, sportovního a občanského života celého regionu.

### Rodina
Manželka Marie Pavlovna Němec roz. Boguslavská určitý čas pokračovala v díle svého manžela, účastnila se místních výstav a popularizovala jeho práci. Vlastní děti manželé neměli, ale na vychování jim byl svěřen mladý Vjačeslav (Jaroslav) Němec (1871–1920), nemanželský syn staršího bratra Karla. Vzděláním byl sadař. Doprovázel strýce na jeho cestě do Severní Ameriky a pokračoval v jeho práci ve Vinnici.

### Smrt
V říjnu 1898 odjel Jaroslav Němec do Berlína kvůli léčení onemocnění zraku, jež utrpěl při cestě do Severní Ameriky. Zastavil se po cestě v Praze, aby se setkal s blízkými, ale onemocněl zápalem plic. Byl hospitalizován v nemocnici, kde zemřel 30. listopadu 1898 ve věku 56 let. Je pochován na Vyšehradském hřbitově po boku své matky Boženy Němcové. K tomuto uložení jeho ostatků bylo třeba zvláštního povolení, protože Jaroslav Němec byl pravoslavného vyznání.

## Dílo

### Vědecká činnost
Během svého vinnického působení (1890–1898) založil výzkumný sad na pozemku své manželky a ukázkový sad na pozemku reálky. Tamtéž zřídil i meteorologickou stanici. Ve svému výzkumnému sadu zdokonaloval metody pěstování bobulovin. Prováděl výzkumy aklimatizace rostlin, které získával z celého světa díky intenzivnímu písemnému styku s významnými zahraničními pomology. Metodou štěpování získával nové druhy jabloní, hrušní, broskví a švestek. Ve svém sadu zkoumal až 700 druhů jabloní a hrušní, 300 druhů švestek, višní a třešní, z nichž 60 pocházelo ze Severní Ameriky. Jednotlivé druhy zkoumal s výhledem na jejich průmyslové využití jak v regionu, tak ve vyšších severních zeměpisných šířkách. Podle slov jeho současníka, pomologa Nikolaje Kučinova, se Němcův sad pyšnil mnoha novými druhy, z nichž řadu vypěstoval sám majitel. Dojem budily i jejich poetické názvy, například „Paní Němcová“, „Nadšení pro Čechy“, „Nadbytek“, „Rané Riverse“, „Ivanhoe“, „Zinaida Hohenzatema“ a další.
Uznání v odborných kruzích dosáhl Jaroslav Němec po své účasti na Mezinárodní výstavě sadařství v roce 1894 v Sankt Petěrburgu, kde byly jeho práce v oblasti aklimatizace ovocných stromů oceněny stříbrnou medailí. Organizátor výstavy, Carské společenství sadařů, mu dodatečně udělilo zlatý diplom za nové druhy angreštu a velikou stříbrnou medaili za ovocná vína.

### Publikační činnost
Jaroslav Němec Byl lokálním korespondentem za Podolskou gubernii pro časopis „Sadařství“, který vydávalo Carské sadařské společenství. Jeho články vzbudily zájem podolských hospodářů i veřejnosti o problémy sadařství a zpracování plodů. Podle jeho doporučení se otázkami odbytu a zpracování sadařské produkce zabývalo Podolské zemědělské a potravinářské společenstvo, které zahájilo svou činnost v roce 1898.

### „Průmyslové sadařství vSeverní Americe“

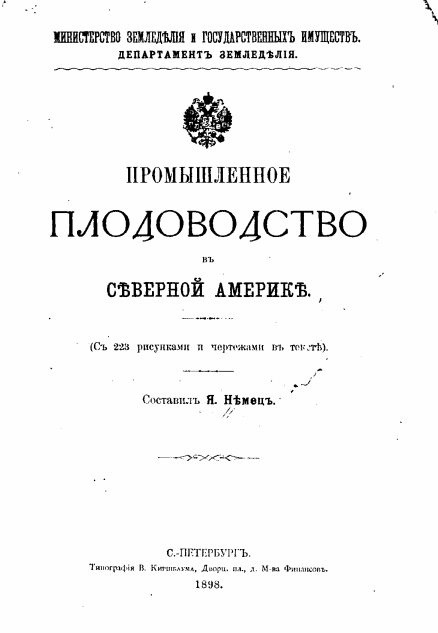
Jaroslav Němec: Průmyslové sadařství v Severní Americe (1898)

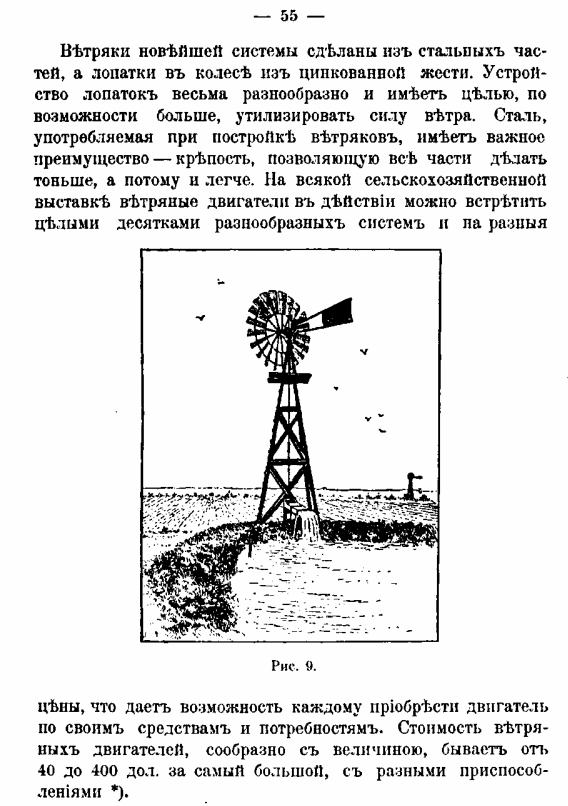
Jaroslav Němec: Kresba v textu knihy

Vzhledem k Němcově vědeckému zájmu o zkoumání nových severoamerických druhů a o problematiku zpracování ovoce a bobulovin pověřilo ruské ministerstvo státního majetku v roce 1895 Jaroslava Němce vedením expedice, která měla podrobně rozebrat úspěchy pomologie na americkém kontinentě. Tříměsíční cesta podlomila jeho zdraví, ale přes svůj špatný zdravotní stav připravil Jaroslav Němec do tisku rozsáhlou zprávu „Průmyslové sadařství v Severní Americe“. Vyšla v létě 1898, měla 400 stran a obsahovala 233 autorských kreseb. Ve své recenzi napsal Nikolaj Kučinov, že kniha zasluhuje zvláštní pozornost domácích pomologů, protože ani v Západní Evropě neexistovalo tehdy srovnatelné dílo.
Jaroslav Němec ve své knize popsal stav sadařství ve Spojených státech a v Kanadě, které bylo v té době na vysoké úrovni. Práce má 15 kapitol o sadařství a zvláštní kapitoly o zahradních rostlinách a melounovitých kulturách. Vyniká přesností kreseb a jejich detailním popisem. Autor se v ní věnoval i vzdělávání a výzkumu v sadařství, sadařským spolkům, organizaci státní správy, odbornému tisku a výstavnictví v tomto oboru v Severní Americe. Značnou pozornost věnoval odborným obchodním organizacím i hospodaření se sazenicemi a zabýval se také organizací sklizně, balení, prodeje plodů a konzervování. Dvoutisícový náklad byl rychle rozprodán a ministerstvo vydalo za rok další vydání. Shodou okolností informoval český tisk o této publikaci v den autorova úmrtí.

## Vědecké práce
- Немец Я.О. Перспективное рисование геометрических форм. Одесса, 1876. 87 с.: с илл.; 2-е изд. Одесса, 1877. 85 с.
- Немец Я.О. Несколько новых смородин. Вестник садоводства, плодоводства и огородничества. 1889. № 7/9 (июль-август). С. 344–348;
- Немец Я. Груша Идаго. Плодоводство. 1890. № 2. С. 79–82;
- Немец Я. Американские новинки. Принцесса Луиза. Ранняя Вильдера. Плодоводство. 1890. № 12. С. 563–564; 1897. № 3. С. 107;
- Немец Я.О. Японская слива Кельси. Вестник садоводства, плодоводства и огородничества. 1891. № 1. С. 15–19;
- Немец Я.О. Яблоки русские в Америке (кор.). Плодоводство. 1892. № 4. С. 197; 1893. № 1. С. 51, 557;
- Немец Я.О. Сушка плодов и ягод. Практическая и дешевая. Плодоводство. 1893. № 5. С. 256; 1898. № 12. С. 832.;
- Немец Я.О. Заметки о ягодном виноделии. Плодоводство. 1896. № 4. С. 203;
- Немец Я.О. О северо-американских яблоках. Плодоводство. 1897. № 2. С. 102;
- Немец Я. К вопросу о борьбе с вредными насекомыми. Плодоводство. 1898. № 6. С. 398–401;
- Немец Я.О. Заметки о некоторых новых сортах. Ванильная. Плодоводство. 1898. № 8. С. 473;
- Немец Я.О. Об американском плодоводстве. Плодоводство. 1889. № 8. С. 425
- Немец Я.О. Английский крыжовник. Вестник садоводства, плодоводства и огородничества. 1889. № 9 (сентябрь). С. 394–406;
- Немец Я.О. Письменный ящик. Вестник садоводства, плодоводства и огородничества. 1889. № 9 (сентябрь). С. 432.
- Немец Я. Промышленное плодоводство в Северной Америке. Санкт-Петербург, 1898. 388 с. с илл, 1 л. карт.